# Nombre aceptado (taxonomía)
En taxonomía, en la nomenclatura taxonómica regida por los Códigos Internacionales de Nomenclatura en uso, se denomina nombre aceptado (BioCode, Código de plantas cultivadas) o nombre correcto (Códigos de Botánica y de Bacterias) o nombre válido (Código de Zoología) al nombre que será el único "nombre formal" para el taxón, el único nombre del taxón dentro del Código dado.
Un taxón es definido en los Códigos como un grupo de organismos con circunscripción, posición y rango; mientras que un "nombre formal" está definido como un nombre establecido según las reglas del Código y que está asociado permanentemente a un "tipo" de su circunscripción en esas posición y rango. El nombre formal no está asociado a una circunscripción fija, ésta puede variar mientras se mantenga el tipo dentro de ella. El "nombre aceptado" de cada taxón con su circunscripción, posición y rango será el nombre asociado al tipo  más antiguo de los que se ubican dentro de la circunscripción del taxón en esa posición y ese rango.
Nótese que al cambiar de rango se debe buscar nuevamente el "tipo" que corresponde al nuevo taxón para encontrar el nombre aceptado. También se debe buscar nuevamente el nombre aceptado al cambiar de posición taxonómica en categorías de especie o inferior a especie, ya que el género es parte del nombre del taxón y al cambiar esa posición taxonómica no cambiará el tipo -si ya se lo había encontrado-, pero cambiará el nombre.
Un nombre aceptado puede tener variante ortográfica (botánica).

## Ejemplo
Bajo el Código de Botánica, el primer "nombre válidamente publicado" para el árbol de crecimiento más rápido del mundo fue Adenanthera falcataria L. Pero hoy el mismo concepto taxonómico con su misma circunscripción y composición de organismos puede ser ubicado en diferentes taxones con sus respectivos circunscripción, posición y rango, porque es diferente su posición taxonómica para diferentes autores: 
- Puede ubicárselo en el género Albizia: como conserva el "tipo" del epíteto específico su nombre correcto para este taxón es Albizia falcataria (L.) Fosberg.
- Puede ser ubicado en una sección dentro del género: Paraserianthes sect. Falcataria: por lo que el nombre correcto de este nuevo taxón sería Paraserianthes falcataria (L.) I.C.Nielsen.
- Si la sección sube de rango para volverse el género Falcataria, el mismo concepto se ubicaría en un tercer taxón cuyo nombre correcto es Falcataria falcata (L.) Greuter & R.Rankin. Esto se debe a que no se puede utilizar el epíteto anterior porque se repite el nombre de género en la especie, Falcataria moluccana (es un tautónimo) lo que en el Código de Botánica no se permite, aunque sí se permite en el de Zoología.